# Kanton Gujan-Mestras
Der Kanton Gujan-Mestras ist seit 2015 ein französischer Wahlkreis im Arrondissement Arcachon im Département Gironde in der Region Nouvelle-Aquitaine.
Der Kanton wurde im Zuge der Neuordnung der französischen Kantone im Jahr 2015 neu gebildet. Ihm gehören zwei Gemeinden an, die vorher zum Kanton La Teste-de-Buch gehört hatten, sowie zwei Gemeinden aus dem früheren, jetzt aufgelösten Kanton Audenge.
Der Kanton besteht aus vier Gemeinden mit insgesamt 49.249 Einwohnern (Stand: 1. Januar 2022) auf einer Gesamtfläche von 303,04 km²:
| Gemeinde             | Einwohner 1. Januar 2022 | Fläche km² | Dichte Einw./km² | Code INSEE | Postleitzahl |
| -------------------- | ------------------------ | ---------- | ---------------- | ---------- | ------------ |
| Gujan-Mestras        | 22.643                   | 53,99      | 419              | 33199      | 33470        |
| Le Teich             | 9.213                    | 87,08      | 106              | 33527      | 33470        |
| Marcheprime          | 5.637                    | 24,56      | 230              | 33555      | 33380        |
| Mios                 | 11.756                   | 137,41     | 86               | 33284      | 33880        |
| Kanton Gujan-Mestras | 49.249                   | 303,04     | 163              | 3314       | –            |